# Victorio Cocco
Victorio Nicolás Cocco (Santa Fe, Argentina; 23 de marzo de 1946) es un exfutbolista y director técnico argentino. Jugaba como mediocampista central y su primer equipo fue Unión de Santa Fe. Su último club antes de retirarse fue Cúcuta de Colombia.
En 1977, mientras integraba el plantel de Atlanta, inició su carrera como entrenador ejerciendo la doble función de jugador-técnico.
Actualmente es el secretario general de la Asociación de Técnicos del Fútbol Argentino.

## Clubes

### Como jugador
| Club                   | País      | Año       |
| ---------------------- | --------- | --------- |
| Unión de Santa Fe      | Argentina | 1964-1967 |
| San Lorenzo de Almagro | Argentina | 1968-1974 |
| Unión de Santa Fe      | Argentina | 1975      |
| Deportivo La Coruña    | España    | 1975-1976 |
| River Plate            | Argentina | 1976      |
| Atlanta                | Argentina | 1977      |
| Boca Juniors           | Argentina | 1978      |
| Cúcuta                 | Colombia  | 1979      |

### Como entrenador
| Club                             | País      | Año       |
| -------------------------------- | --------- | --------- |
| Atlanta                          | Argentina | 1977      |
| San Lorenzo de Almagro           | Argentina | 1981      |
| Atlanta                          | Argentina | 1982      |
| Club Gimnasia y Esgrima La Plata | Argentina | 1983      |
| Racing de Córdoba                | Argentina | 1983      |
| Belgrano de Córdoba              | Argentina | 1984-1985 |
| Atlanta                          | Argentina | 1985-1986 |
| Colón de Santa Fe                | Argentina | 1987      |
| Tigre                            | Argentina | 1989      |
| Belgrano de Córdoba              | Argentina | 1992-1993 |
| Gimnasia y Tiro de Salta         | Argentina | 1994      |

## Palmarés

### Campeonatos nacionales
| Título           | Club                   | País      | Año    |
| ---------------- | ---------------------- | --------- | ------ |
| Primera B        | Unión de Santa Fe      | Argentina | 1966   |
| Primera División | San Lorenzo de Almagro | Argentina | M-1968 |
| Primera División | San Lorenzo de Almagro | Argentina | M-1972 |
| Primera División | San Lorenzo de Almagro | Argentina | N-1972 |
| Primera División | San Lorenzo de Almagro | Argentina | N-1974 |

### Distinciones individuales
| Distinción                                                                                   | Año  |
| -------------------------------------------------------------------------------------------- | ---- |
| Jugador con más títulos nacionales en San Lorenzo (junto a Telch, Villar, Amijenda e Irusta) | 1974 |